# Eilema kansuensis
Eilema kansuensis är en fjärilsart som beskrevs av Erich Martin Hering 1936. Eilema kansuensis ingår i släktet Eilema och familjen björnspinnare. Inga underarter finns listade i Catalogue of Life.